# Бертон (парафія, Нью-Брансвік)
Бертон (англ. Burton) — парафія в Канаді, у провінції Нью-Брансвік, у складі графства Санбері.

## Населення
За даними перепису 2016 року, парафія нараховувала 5119 осіб, показавши скорочення на 5,6%, порівняно з 2011-м роком. Середня густина населення становила 19,8 осіб/км².
З офіційних мов обидвома одночасно володіли 870 жителів, тільки англійською — 4 190, тільки французькою — 45, а 5 — жодною з них. Усього 60 осіб вважали рідною мовою не одну з офіційних.
Працездатне населення становило 64,7% усього населення, рівень безробіття — 6,1% (7,8% серед чоловіків та 4,2% серед жінок). 94,3% осіб були найманими працівниками, а 4,2% — самозайнятими.
Середній дохід на особу становив $41 467 (медіана $36 276), при цьому для чоловіків — $50 673, а для жінок $32 092 (медіани — $49 126 та $26 350 відповідно).
36,1% мешканців мали закінчену шкільну освіту, не мали закінченої шкільної освіти — 21,9%, 42,1% мали післяшкільну освіту, з яких 23,7% мали диплом бакалавра, або вищий, 10 осіб мали вчений ступінь.
| Статево-вікова структура населення | Статево-вікова структура населення | Статево-вікова структура населення | Статево-вікова структура населення | Статево-вікова структура населення |
| ---------------------------------- | ---------------------------------- | ---------------------------------- | ---------------------------------- | ---------------------------------- |
|                                    |                                    |                                    |                                    |                                    |
| Всього                             | Всього                             | 50,6%49,4%                         |                                    |                                    |
| 0 — 14 років                       | 0 — 14 років                       |                                    | 17,8%                              | 17,8%                              |
| 15 — 64 років                      | 15 — 64 років                      |                                    | 69,2%                              | 69,2%                              |
| 65 і більше                        | 65 і більше                        |                                    | 13,1%                              | 13,1%                              |
| 85 і більше                        | 85 і більше                        |                                    | 1,1%                               | 1,1%                               |
| Середній вік (років)               | Середній вік (років)               | 39,040,3                           | 39,7                               | 39,7                               |
| Медіана (років)                    | Медіана (років)                    | 40,041,7                           | 40,9                               | 40,9                               |
| — чоловіки — жінки                 |                                    |                                    |                                    |                                    |

| Походження мешканців:     | Походження мешканців:     | Походження мешканців: | Походження мешканців: | Походження мешканців: |
| ------------------------- | ------------------------- | --------------------- | --------------------- | --------------------- |
| Походження                |                           |                       | осіб                  | %                     |
| Корінні американці        | Корінні американці        |                       | 470                   | 9.21%                 |
| Інше північноамериканське | Інше північноамериканське |                       | 2 870                 | 56.22%                |
| Європейське               | Європейське               |                       | 3 485                 | 68.27%                |
| британське                | британське                |                       | 2 815                 | 55.14%                |
| французьке                | французьке                |                       | 935                   | 18.32%                |
| українське                | українське                |                       | 35                    | 0.69%                 |
| Карибське                 | Карибське                 |                       | 25                    | 0.49%                 |
| Африканське               | Африканське               |                       | 40                    | 0.78%                 |
| Азійське                  | Азійське                  |                       | 10                    | 0.2%                  |

| Зайнятість населення за галузями (за класифікацією NOC): | Зайнятість населення за галузями (за класифікацією NOC): | Зайнятість населення за галузями (за класифікацією NOC): | Зайнятість населення за галузями (за класифікацією NOC): | Зайнятість населення за галузями (за класифікацією NOC): |
| -------------------------------------------------------- | -------------------------------------------------------- | -------------------------------------------------------- | -------------------------------------------------------- | -------------------------------------------------------- |
|                                                          |                                                          |                                                          |                                                          |                                                          |
| Управління                                               | Управління                                               |                                                          | 9,9%                                                     | 9,9%                                                     |
| Бізнес, фінанси та адміністрування                       | Бізнес, фінанси та адміністрування                       |                                                          | 10,8%                                                    | 10,8%                                                    |
| Природничі та прикладні науки                            | Природничі та прикладні науки                            |                                                          | 3%                                                       | 3%                                                       |
| Охорона здоров'я                                         | Охорона здоров'я                                         |                                                          | 7,1%                                                     | 7,1%                                                     |
| Освіта, правозахист, муніципальні та урядові служби      | Освіта, правозахист, муніципальні та урядові служби      |                                                          | 22,5%                                                    | 22,5%                                                    |
| Мистецтво, культура, відпочинок та спорт                 | Мистецтво, культура, відпочинок та спорт                 |                                                          | 1,5%                                                     | 1,5%                                                     |
| Роздрібна торгівля та послуги                            | Роздрібна торгівля та послуги                            |                                                          | 25,9%                                                    | 25,9%                                                    |
| Гуртова торгівля, транспорт та обладнання                | Гуртова торгівля, транспорт та обладнання                |                                                          | 16,9%                                                    | 16,9%                                                    |
| Природні ресурси, сільське господарство                  | Природні ресурси, сільське господарство                  |                                                          | 1,9%                                                     | 1,9%                                                     |
| Виробництво                                              | Виробництво                                              |                                                          | 0,7%                                                     | 0,7%                                                     |

## Клімат
Середня річна температура становить 5,5°C, середня максимальна – 23,7°C, а середня мінімальна – -16,2°C. Середня річна кількість опадів – 1 160 мм.
| Клімат поселення                              | Клімат поселення | Клімат поселення | Клімат поселення | Клімат поселення | Клімат поселення | Клімат поселення | Клімат поселення | Клімат поселення | Клімат поселення | Клімат поселення | Клімат поселення | Клімат поселення | Клімат поселення |
| Показник                                      | Січ.             | Лют.             | Бер.             | Квіт.            | Трав.            | Черв.            | Лип.             | Серп.            | Вер.             | Жовт.            | Лист.            | Груд.            |                  |
| Середній максимум, °C                         | −2,96            | −1,53            | 4,18             | 10,88            | 17,63            | 22,65            | 23,74            | 22,85            | 17,94            | 11,89            | 5,86             | −1,73            |                  |
| Середня температура, °C                       | −9,58            | −8,12            | −2,4             | 4,29             | 11,03            | 16,05            | 19,39            | 18,50            | 13,57            | 7,54             | 1,50             | −6,08            |                  |
| Середній мінімум, °C                          | −16,16           | −14,72           | −9               | −2,3             | 4,43             | 9,45             | 15,03            | 14,14            | 9,24             | 3,18             | −2,85            | −10,44           |                  |
| Норма опадів, мм                              | 107              | 84               | 98               | 87               | 99               | 91               | 91               | 88               | 95               | 98               | 109              | 113              |                  |
| Середньомісячна швидкість вітру, м/с          | 3.50             | 3.56             | 3.70             | 3.60             | 3.30             | 2.90             | 2.60             | 2.40             | 2.70             | 3.10             | 3.30             | 3.50             |                  |
| Середньомісячна сонячна радіація, кДж/м²·день | 5274             | 8582             | 12256            | 15381            | 18165            | 20291            | 19994            | 17702            | 13209            | 8506             | 5032             | 4069             |                  |
| --------------------------------------------- | ---------------- | ---------------- | ---------------- | ---------------- | ---------------- | ---------------- | ---------------- | ---------------- | ---------------- | ---------------- | ---------------- | ---------------- | ---------------- |
| Джерело:                                      |                  |                  |                  |                  |                  |                  |                  |                  |                  |                  |                  |                  |                  |